# Babylon IV

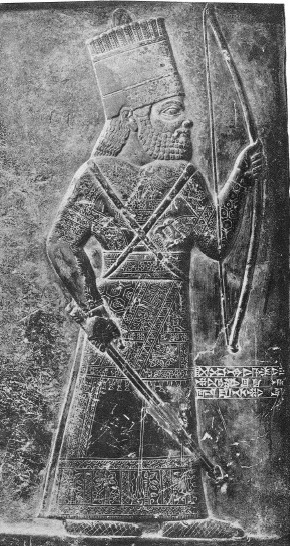
Marduk-nādin-aḫḫē

 De vierde dynastie regeerde Babylon van ca. 1156 tot 1025 v.Chr. en wordt ook wel Isin II of Tweede dynastie van Isin genoemd. Historici laten bij deze dynastie de Midden-Babylonische periode beginnen.
De dynastie kwam aan de macht nadat de Elamieten Babylon waren binnen gevallen en een einde hadden gemaakt aan het bewind van de laatste Kassieten-vorst Enlil-nadin-ahhe. Hoe en waarom de Elamieten weer de aftocht bliezen is niet duidelijk, maar na meer dan vierhonderd jaar kwam Babylon weer onder een inheems vorstenhuis, gesticht door een vorst van Isin. De opkomst van de god Marduk stamt uit deze tijd; veel van de koningen van dit vorstenhuis voerden deze eerder minder bekende god als theofoor element in hun naam.
De tijd van Babylon IV was een moeilijke, hoewel er zeker van een heropleving gesproken mag worden, waarbij Babylon zich zelfs weer in Assyrische zaken begon te mengen. Dit geldt vooral voor Nebukadnezar I (1124-1103), die een periode van zwakte in Elam uitbuitte om de buren een lesje te lezen. Na zijn tijd kwamen zowel Assyrië als Babylon meer in het nauw. Er was een volksverhuizing op gang gekomen. Assyrië wist zich redelijk tegen de Arameeërs en de Suteeërs te verdedigen, maar onder Adad-apla-iddina moest Babylon toezien hoe de tempel van de zonnegod Sjamasj in Sippar geplunderd werd. In 1024 werd de dynastie aan de kant gezet door een Arameeër.
1. Marduk-kabit-aḫḫēšu (1157–1140 v.Chr.)
2. Itti-Marduk-balāṭu (1139–1132 v.Chr.)
3. Ninurta-nādin-šumi (1131–1126 v.Chr.)
4. Nabû-kudurrī-uṣur I (1125–1104 v.Chr.) (Nebukadnezar I)
5. Enlil-nādin-apli (1103–1100 v.Chr.)
6. Marduk-nādin-aḫḫē (1099–1082 v.Chr.)
7. Marduk-šāpik-zēri (1081–1069 v.Chr.)
8. Adad-apla-iddina (1068–1047 v.Chr.)
9. Marduk-aḫḫē-erība (1046 v.Chr.)
10. Marduk-zēra-x (1045–1034 v.Chr.)
11. Nabû-šumu-libūr (1033–1026 v.Chr.)

Babylon I · Babylon II · Babylon III · Babylon IV · Babylon V · Babylon VI · Babylon VII · Babylon VIII · Babylon IX · Babylon X · Babylon XI
Zie ook: Babylon · Geschiedenis van Babylon